# Lida
Lida (рус. Лида́; настоящее имя — Никола́й Вячесла́вович Рома́дов; род. 10 мая 1995, Москва) — российский поп-рейв исполнитель, музыкант и автор-исполнитель, стример и шоумен. Продюсер группы «Фрио».

## Биография

### Ранние годы
Николай Вячеславович Ромадов родился и вырос в Москве в районе Марьино. Мать Ромадова работала главным конструктором Росатома, отец — техническим директором фирмы, писал стихи для себя, переводил оперы с английского языка на русский.
Николай закончил Школу № 1562, ушёл после 9 класса. В возрасте 14 лет, когда он учился в школе, создал свою школьную рок-группу. Окончил музыкальную школу по классу фортепиано. Занимался сведением треков для рэперов под псевдонимом Deelay.

### Карьера
В феврале 2013 года выпустил свою первую композицию «Мысли» под псевдонимом Фрио.
2 июня 2014 года выпустил мини-альбом «Фенилэтиламин».
18 февраля 2017 года в составе группы «Фрио» выпустил дебютный мини-альбом «Послевкусие».
В мае 2017 года создал YouTube-канал, где выпускал песни по компьютерной игре Dota 2 под псевдонимом Lida Mudota.
7 сентября 2019 года выходит клип на композицию «ДэНсЯт ФсЕ», где исполнитель представляет своё новое музыкальное объединение — «Фрио», в которое помимо него входят исполнители: ЮГ 404, ФРИК ПАТИ, ПАНЦУШОТ и СКОРОСТЬ.
3 декабря 2019 года Николай выпустил свой дебютный сольный альбом под псевдонимом Lida «Жабы атаковали планету Земля».
17 января 2020 года был выпущен второй мини-альбом «Юность 2020», куда вошёл совместный трек с СД.
19 февраля 2021 года вышел третий студийный альбом «Музло из гаражей». Альбом занял десятое место в чарте BandLink. Альбом попал на четвёртое место в списке Genius «самых популярных песен, альбомов и синглов» за февраль 2021 года. В альбом вошли совместные треки с S3RL, ЛСП, DK, Славой КПСС и GSPD.
12 ноября 2021 года Николай выпустил четвёртый студийный альбом «Моё имя Лида». В написании трека «ФЭС» принимал участие S3RL. Альбом занял 26 строчку в российском чарте Apple Music и занял второе место в чарте Bandlink. Пластинка получила оценку 7,5 от российского музыкального критика и журналиста Алексея Мажаева.
28 марта в своём Telegram-канале Николай презентовал мини-альбом «Лёгкий способ бросить долги» состоящий из шести треков и трёх скитов; затем, 29 апреля 2022 года, выпустил его на музыкальные сервисы. Сама пластинка была записана за один день, а название и обложка являются пародией на альбом Эльдара Джарахова «Лёгкий способ бросить любить». В самих треках можно наблюдать множество отсылок на альбом Джарахова и звонок в Telegram-канале самого Николая[прояснить]. Альбом получил оценку в 6 из 10 звёзд от Мажаева.
16 декабря 2022 года выпустил пятый студийный альбом «Новая рок-звезда», при участии Моргенштерна, CMH и GSPD.
2 июня 2023 года выпустил эксклюзивно во «ВКонтакте» шестой студийный альбом «Дак Теилс 3». Альбом попал на второе место в чарте альбомов сервиса, а трек «Танцуй или умри» попал на 63 место в чарте треков.

### Личная жизнь
В 2024 году женился на Валерии, с которой встречался 12 лет.

## Рэп-баттлы

### «Rap Battle»
| Соперник | Дата выхода  | Итог        | Прим.  |
| -------- | ------------ | ----------- | ------ |
| Booker   | 11 июня 2022 | Победа Lida | [ 22 ] |

## Дискография

### Мини-альбомы
| Название                                               | Подробности                                          |
| ------------------------------------------------------ | ---------------------------------------------------- |
| «Фенилэтиламин» (под псевдонимом DeeLay)               | Релиз: 2 июня 2014                                   |
| «Юность 2020»                                          | Релиз: 17 января 2020 Формат: цифровая дистрибуция   |
| «Лёгкий способ бросить долги»                          | Релиз: 29 апреля 2022 Формат: цифровая дистрибуция   |
| «Привет, это последнее EP перед фитом с Моргенштерном» | Релиз: 16 сентября 2022 Формат: цифровая дистрибуция |

### Полноформатные альбомы
| Название                       | Подробности                                         |
| ------------------------------ | --------------------------------------------------- |
| «Жабы атаковали планету Земля» | Релиз: 3 декабря 2019 Формат: цифровая дистрибуция  |
| «Музло из гаражей»             | Релиз: 19 февраля 2021 Формат: цифровая дистрибуция |
| «Моё имя Лида»                 | Релиз: 12 ноября 2021 Формат: цифровая дистрибуция  |
| «Новая рок-звезда»             | Релиз: 16 декабря 2022 Формат: цифровая дистрибуция |
| «Дак Теилс 3»                  | Релиз: 2 июня 2023 Формат: цифровая дистрибуция     |

### Синглы
| Год  | Название                                                                                             | Высшая позиция в чартах | Высшая позиция в чартах | Высшая позиция в чартах | Примечания                       |
| Год  | Название                                                                                             | Spotify                 | Bandlink                | iTunes                  | Примечания                       |
| ---- | --- | ----------------------- | ----------------------- | ----------------------- | -------------------------------- |
| 2019 | «My Girlfriend is a Raver» (совместно с S3RL)                                                        | —                       | —                       | —                       | цифровой сингл, 6 июня 2019      |
| 2019 | «Дэнсят фсе»                                                                                         | —                       | —                       | —                       | цифровой сингл, 8 сентября 2019  |
| 2019 | «Новогодняя»                                                                                         | —                       | —                       | —                       | цифровой сингл, 29 декабря 2019  |
| 2020 | «Дисс на Френдзону»                                                                                  | —                       | —                       | —                       | цифровой сингл, 6 апреля 2020    |
| 2020 | «Карантинейджер»                                                                                     | —                       | —                       | —                       | цифровой сингл, 25 апреля 2020   |
| 2020 | «Тебе это нравится» (совместно с Юг 404)                                                             | —                       | —                       | —                       | цифровой сингл, 18 сентября 2020 |
| 2020 | «Паркур» (совместно с CMH и Юг 404)                                                                  | —                       | —                       | —                       | цифровой сингл, 17 ноября 2020   |
| 2020 | «Стикер» (совместно с CMH)                                                                           | 35                      | —                       | —                       | цифровой сингл, 11 декабря 2020  |
| 2021 | «Tik Tok Rave» (совместно с CMH)                                                                     | —                       | —                       | —                       | цифровой сингл, 18 февраля 2021  |
| 2021 | «Девочка снюс (Alternative Version)»                                                                 | —                       | —                       | —                       | цифровой сингл, 9 апреля 2021    |
| 2021 | «Пинк»                                                                                               | 197                     | —                       | —                       | цифровой сингл, 30 апреля 2021   |
| 2021 | «Схожу от тебя с ума»                                                                                | 157                     | —                       | —                       | цифровой сингл, 28 мая 2021      |
| 2021 | «Не вернёшься» (совместно с Фрик Пати)                                                               | —                       | —                       | —                       | цифровой сингл, 23 июля 2021     |
| 2021 | «Летняя»                                                                                             | 169                     | —                       | —                       | цифровой сингл, 23 июля 2021     |
| 2021 | «AMG»                                                                                                | 113                     | 10                      | —                       | цифровой сингл, 20 августа 2021  |
| 2021 | «Лиза»                                                                                               | 62                      | 20                      | —                       | цифровой сингл, 17 сентября 2021 |
| 2021 | «Одуванчики» (совместно с Юг 404)                                                                    | —                       | —                       | —                       | цифровой сингл, 1 октября 2021   |
| 2021 | «Убитый» (совместно с FirstFeel и Beatcaster)                                                        | —                       | —                       | —                       | цифровой сингл, 15 октября 2021  |
| 2021 | «Евробит (Beatcaster Remix)» (совместно с GSPD)                                                      | —                       | —                       | —                       | цифровой сингл, 22 октября 2021  |
| 2021 | «Коля, Коля 2»                                                                                       | —                       | —                       | 42                      | цифровой сингл, 22 декабря 2021  |
| 2022 | «Я собираюсь тебя трахнуть»                                                                          | —                       | —                       | —                       | цифровой сингл, 11 февраля 2022  |
| 2022 | «Утомился»                                                                                           | —                       | —                       | —                       | цифровой сингл, 8 апреля 2022    |
| 2022 | «Район»                                                                                              | —                       | —                       | —                       | цифровой сингл, 2 июня 2022      |
| 2022 | «Тону» (совместно с Нексюшей)                                                                        | —                       | —                       | —                       | цифровой сингл, 16 июня 2022     |
| 2022 | «Хоум видео» (совместно с CMH)                                                                       | —                       | —                       | —                       | цифровой сингл, 24 июня 2022     |
| 2022 | «<3» (совместно со Sqwore)                                                                           | —                       | —                       | —                       | цифровой сингл, 1 июля 2022      |
| 2022 | «Гав-Гав» (совместно со Славой КПСС)                                                                 | —                       | —                       | —                       | цифровой сингл, 8 июля 2022      |
| 2022 | «Смокиш» (совместно со Славой КПСС)                                                                  | —                       | —                       | —                       | цифровой сингл, 19 августа 2022  |
| 2022 | «Цветы» (совместно с Моргенштерном)                                                                  | —                       | —                       | —                       | цифровой сингл, 25 ноября 2022   |
| 2022 | «Новогодняя» (совместно со СТИНТом, mzlff, Шапкой, t2x2 и Барагозерами)                              | —                       | —                       | —                       | цифровой сингл, 30 декабря 2022  |
| 2023 | «Sosala» (совместно с Skurt)                                                                         | —                       | —                       | —                       | цифровой сингл, 14 апреля 2023   |
| 2023 | «Lap Dance»                                                                                          | —                       | —                       | —                       | цифровой сингл, 21 апреля 2023   |
| 2023 | «На-на-на» (совместно с ФРИК ПАТИ)                                                                   | —                       | —                       | —                       | цифровой сингл, 14 июля 2023     |
| 2023 | «Эго (Remix)» (совместно с Harddope)                                                                 | —                       | —                       | —                       | цифровой сингл, 18 августа 2023  |
| 2023 | «Ненавидишь улыбаться» (совместно с ЮГ 404)                                                          | —                       | —                       | —                       | цифровой сингл, 25 августа 2023  |
| 2023 | «Одинокими»                                                                                          | —                       | —                       | —                       | цифровой сингл, 25 сентября 2023 |
| 2023 | «Ира»                                                                                                | —                       | —                       | —                       | цифровой сингл, 6 октября 2023   |
| 2023 | «Как дела» (совместно с mzlff)                                                                       | —                       | —                       | —                       | цифровой сингл, 14 августа 2023  |
| 2023 | «Секс»                                                                                               | —                       | —                       | —                       | цифровой сингл, 27 октября 2023  |
| 2023 | «Секс (Speed Up)»                                                                                    | —                       | —                       | —                       | цифровой сингл, 4 декабря 2023   |
| 2023 | «Гимн Шпаны» (совместно с Kussia88, mafanya, derzko69, b3brina, Bramo) (под псевдонимом Lida_stream) | —                       | —                       | —                       | цифровой сингл, 8 декабря 2023   |
| 2024 | «ЧСВ» (совместно с СЕРЕГОЙ ПИРАТОМ)                                                                  | —                       | —                       | —                       | цифровой сингл, 2 февраля 2024   |
| 2024 | «Светочка» (совместно с Kussia88) (под псевдонимом Lida_stream)                                      | —                       | —                       | —                       | цифровой сингл, 8 марта 2024     |
| 2024 | «ЛАДА ТУРБО СПЕЙС»                                                                                   | —                       | —                       | —                       | цифровой сингл, 3 мая 2024       |
| 2024 | «ТРЯСИ» (совместно с Toxi$)                                                                          | —                       | —                       | —                       | цифровой сингл, 9 августа 2024   |
| 2024 | «Фото со звездой»                                                                                    | —                       | —                       | —                       | цифровой сингл, 11 октября 2024  |
| 2024 | «Не ходи на русский рейв»                                                                            | —                       | —                       | —                       | цифровой сингл, 1 ноября 2024    |
| 2024 | «Не тусоваться» (совместно с Молодой Платон)                                                         |                         |                         |                         | цифровой сингл, 6 декабря 2024   |
| 2025 | «Я тебе соврал» (совместно с Дмитрием Маликовым)                                                     |                         |                         |                         | цифровой сингл, 21 марта 2025    |
| 2025 | «Дубай»                                                                                              |                         |                         |                         | цифровой сингл, 25 апреля 2025   |

## Видеография

### Сольно
| Год  | Название                                                               | Комментарий |
| ---- | ---------------------------------------------------------------------- | ----------- |
| 2018 | «Ты долбаеб» (совместно с Аниме Сквад)                                 |             |
| 2018 | «Мне скучно»                                                           |             |
| 2018 | «Аспирин»                                                              |             |
| 2019 | «Гэнг Бэнг»                                                            |             |
| 2019 | «Грустный реп» (совместно с Tenderlybae)                               |             |
| 2019 | «My Girlfriend is a Raver» (совместно с S3RL)                          |             |
| 2019 | «Morgenshtern Diss»                                                    |             |
| 2019 | «Эмо-хардкор» (совместно с Фрик Пати)                                  |             |
| 2020 | «Андерграунд» (совместно с СД)                                         |             |
| 2020 | «Дисс на Френдзону»                                                    |             |
| 2020 | «Карантинейджер»                                                       |             |
| 2020 | «Паркур» (совместно с CMH и ЮГ 404)                                    |             |
| 2020 | «Твоей подружки номер» (совместно с группой «Скорость»)                |             |
| 2020 | «Стикер» (совместно с CMH)                                             |             |
| 2021 | «Панки хой, Горшок живой» (совместно со Славой КПСС)                   |             |
| 2021 | «Девочка снюс (Alternative Version)»                                   |             |
| 2021 | «Евробит» (совместно с GSPD)                                           |             |
| 2021 | «Схожу от тебя с ума»                                                  |             |
| 2021 | «AMG»                                                                  |             |
| 2021 | «Песня про пиво» (совместно с CMH)                                     |             |
| 2021 | «Коля, Коля 2»                                                         |             |
| 2022 | «Шерстяное худи» (совместно с Джараховым, Славой КПСС, DK и Замаем)    |             |
| 2022 | «Природа» (совместно с mazellovvv)                                     |             |
| 2023 | «Lap Dance»                                                            |             |
| 2023 | «BDSM»                                                                 |             |
| 2023 | «Ира»                                                                  |             |
| 2023 | «ГИМН ШПАНЫ» (совместно с Kussia88, mafanya, derzko69, b3brina, Bramo) |             |

### В составе группы «Фрио»
| Год  | Название     | Комментарий |
| ---- | ------------ | ----------- |
| 2017 | «Ешка»       |             |
| 2019 | «Дэнсят фсе» |             |